# Прометей (вулкан)
Прометей — активный вулкан на спутнике Юпитера Ио. Назван в честь греческого бога огня, Прометея. Он расположен в полушарии Ио, обращенном в сторону от Юпитера.

## Характеристики
Прометей состоит из вулканической кальдеры «Патера Прометея» шириной 28 км и длинного смешанного потока лавы длиной 100-километров (62 миль), весь окруженный красноватой серой и круглыми, яркими отложениями вулканического шлейфа двуокиси серы. Впервые вулкан был замечен на снимках, полученных космическим аппаратом «Вояджер-1» в марте 1979 года. Позднее в том же году Международный астрономический союз назвал вулкан в честь греческого бога огня Прометея.
Прометей является местом извержения, которое продолжается, по крайней мере, с момента его открытия «Вояджером-1» в 1979 году. Между встречами с «Вояджером» и первыми наблюдениями «Галилео» было образовано поле течения лавы площадью 6700 км² Более поздние наблюдения «Галилео» за этим течениями выявили многочисленные небольшие прорывы, особенно на западном конце поля течения..
Прометей является местом двух шлейфов от вулканического извержения: небольшой, богатый на серу, извергающийся из жерла источника магмы на восточном краю поля течения лавы, и 75-100-километровый высокий, богатый на SO2 пылевой шлейф, извергающийся из активного передка на другом конце. Первый образует диффузное красное отложение к востоку от поля течения Прометея. Последний образует яркое круглое отложение, окружающее весь вулкан и поток лавы. Шлейф, насыщенный SO, образуется, когда лава на западной конце поля течения покрывает замерзший диоксид серы, нагревая и испаряя его. Это случается в множественных прорывах, образуя газ и пыль для видимого пылевого шлейфа. Шлейф Прометея наблюдали оба «Вояджера», «Галилео» и «Новые горизонты» при каждой подходящей возможности для получения изображений.